# Asr (islam)

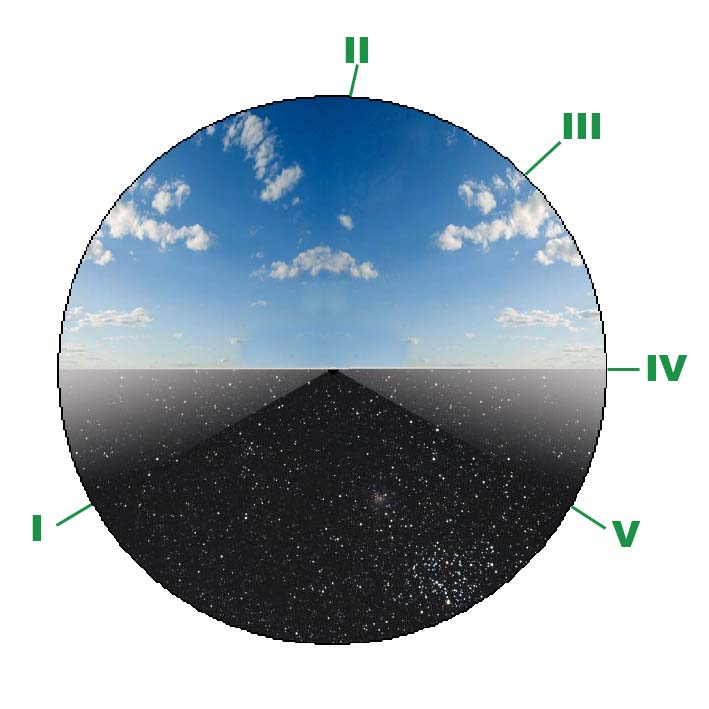
De vijf tijden van de salat ten opzichte van de dag en nacht, asr is aangegeven met III

Asr (Arabisch:'عصر ') is binnen de islam het namiddaggebed dat onderdeel is van de vijfmaaldaagse salat en daarmee onderdeel van de Vijf zuilen van de islam. Het wordt als derde op een dag verricht.
Asr wordt genoemd in Soera De Koe 238, waar het wordt aangeduid als het tussengebed, waardoor het door gelovige moslims als een belangrijke salat gezien wordt. De Arabische naam van soera De Namiddag is eveneens ‘’al-Asr’’.
Asr bestaat uit vier verplichte ra’kaat. De leider van de salat, imam genoemd, reciteert niet hardop, maar spreekt onder andere het Allahoe akbar wel hardop uit, zodat de gemeenschap hem kan volgen in zijn handelingen. Zowel vóór als na de verplichte ra’kaat worden geen soennah ra’kaat verricht. Volgens sommige madhhabs is het een reiziger toegestaan asr in te korten tot twee ra’kaat.
De madhhabs zijn niet eensgezind over de aanvang van asr. De tijd die gehanteerd wordt door hanafieten wijkt af van de andere drie madhhabs; de hanafieten verrichten deze salat als de schaduw van een rechtopstaande stok de lengte van de middagschaduw vermeerderd met de dubbele lengte van de stok heeft bereikt, terwijl de andere drie madhhabs asr verrichten als de lengte van de middagschaduw met de enkele lengte van de stok is vermeerderd. Bijvoorbeeld: als de middagschaduw van een stok van 1 meter een halve meter is dan verrichten de hanafieten deze salat als de schaduw 2,5 meter lang is terwijl de andere drie madhhabs asr verrichten als de schaduw 1,5 meter lang is.
In principe kan asr tot de volgende salat, maghrib, verricht worden, behalve volgens de malikieten die bij aanvang van de tijd het gebed verrichten, tenzij er een goede reden is om het gebed uit te stellen.